# Woodpeckers from Space
Woodpeckers from Space är en electrolåt i humoristisk stil, skrevs 1984 av den holländske musikern Peter Slaghuis, som var en del av popgruppen VideoKids. Låten är något av en kultklassiker och är mest känd för att det typiska "Hacke Hackspett-skrattet" som upprepas i låten.
På singellistan i Sverige klättrade låten så högt som till plats 8 under 1985.
I rockvideon syns Peter Slaghuis, tillsammans med piloter och vetenskapsmän flyga i ett flygplan, samtidigt som en animerad skrattande och rappande utomjording dyker upp med jämna mellanrum. Hacke Hackspett har emellertid varken något med låten eller med videon att göra.
En remix av låten gjordes av den norska popgruppen Spritneybears, under 2002.
Peter Slaghuis avled i en bilolycka 5 september 1991, endast 30 år gammal.